# Adamowa (mijanka)
Adamowa (biał. Адамова; ros. Адамово) – mijanka i przystanek kolejowy w miejscowości Adamowa, w rejonie połockim, w obwodzie witebskim, na Białorusi. Położona jest na linii Witebsk - Dyneburg.
Do 5 stycznia 2021 stacja kolejowa.